# Cosmozosteria musgravei
Cosmozosteria musgravei är en kackerlacksart som beskrevs av M. Josephine Mackerras 1967. Cosmozosteria musgravei ingår i släktet Cosmozosteria och familjen storkackerlackor. Inga underarter finns listade i Catalogue of Life.